# CulturBooks
CulturBooks ist ein deutscher Literaturverlag mit Sitz in Hamburg und Berlin.

## Geschichte und Programm
Der CulturBooks Verlag wird von Zoë Beck und Jan Karsten geführt und präsentiert deutsche und internationale Gegenwartsliteratur.
CulturBooks veröffentlicht neben gedruckten Büchern auch E-Books in an die Musikbranche angelehnten Formaten und kümmert sich um Lizenzausgaben ausgewählter Partnerverlage.

## Autoren
Zu den Autoren des CulturBooks Verlags gehören u. a. Anar Ali, Lesley Nneka Arimah, Stefan Beuse, Bora Chung, Nona Fernández, Maria Kjos Fonn, Frank Göhre, Pippa Goldschmidt, Camilla Grudova, Brigitte Helbling, Cherie Jones, Meena Kandasamy, Amanda Lee Koe, Ratih Kumala, Ray Loriga, Ling Ma, Karan Mahajan, Carl Nixon, Helen Oyeyemi, Carlo Schäfer und Kathryn Scanlan.

## Auszeichnungen
- 2019: Preisträger des ersten Deutschen Verlagspreises[1]
- 2020 Deutscher Krimipreis National (Platz 3 für Frank Göhre)[2]
- 2020: Deutscher Verlagspreises[3]
- 2021: Hotlist-Preis für New York Ghost von Ling Ma.[4]
- 2022: Deutscher Verlagspreises[5]
- 2022: Deutscher Krimipreis National (Platz 3 für Cherie Jones).[6]
- 2024: Preis der Leipziger Buchmesse für Ki-Hyang Lee für ihre Übersetzung von Der Fluch des Hasen von Bora Chung[7]
- 2024: Karl-Heinz-Zillmer-Verlegerpreis für Zoë Beck und Jan Karsten[8]